# 王劲柳
王劲柳（英語：Jinliu "Grace" Wang）是一名华裔美国工程师及学术行政人员，于2018年7月1日至2020年11月担任纽约州立大学理工学院临时校长。随后她于2020年12月加入俄亥俄州立大学，并担任负责科研及创新方面的执行副校长。 2023年4月就任伍斯特理工學院校長。

## 教育
王劲柳于中华人民共和国北京化工大学获得了理學學士及理學碩士学位，后于美国伊利诺伊州的西北大学获得了博士学位。

## 职业生涯
王劲柳的职业生涯开始于IBM与日立制作所，专注于用于数据存储的磁性薄膜和碳涂层的研发工作，并获得了七项美国专利。随后王劲柳于2009年6月加入美国国家科学基金会，并出任SBIR/STTR计划的计划主任，该计划旨在帮助小型企业投资纳米技术及先进材料的研发和生产。她后来又成为了美国国家科学基金会工业创新与合作伙伴关系部门主管、副助理主任和工程代理助理主任。
王劲柳于2017年成为纽约州立大学副校监，负责科研及学校经济发展等事宜，并于2017至2018学年度出任教务长。她还曾在纽约州立大学布法罗分校担任工程教授。2018年6月，王劲柳被纽约州立大学理工学院校董事会及校监克里斯蒂娜·M·约翰逊任命为临时校长。
王劲柳于2020年12月加入俄亥俄州立大学，出任执行副校长，负责科研、创新和知识型企业管理等事宜。2022年11月7日，伍斯特理工学院宣布王劲柳将于2023年4月3日起担任该校第17任校长。